# Piarg

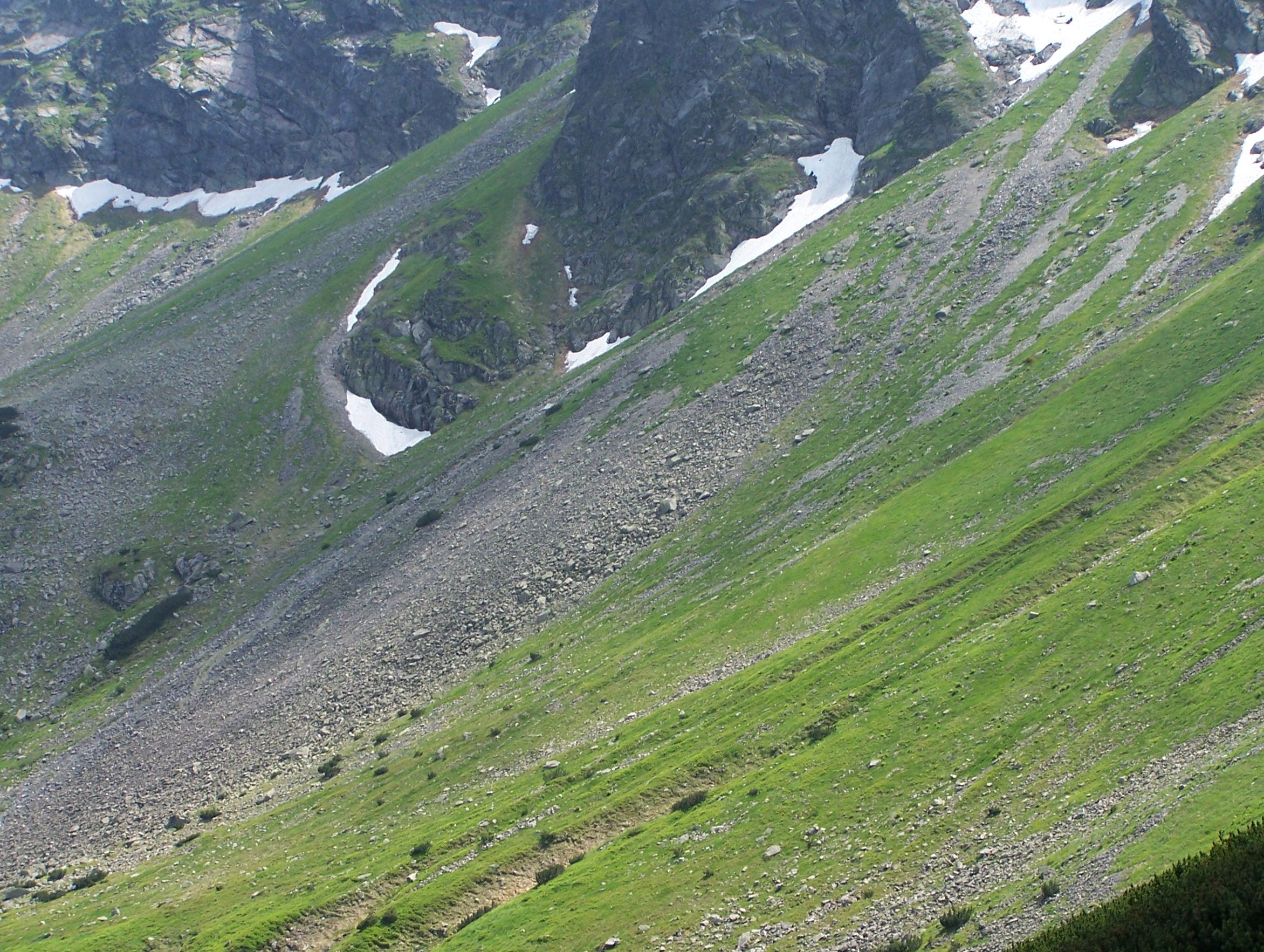
Piargi na zboczach Skrajnej Turni w Dolinie Gąsienicowej w Tatrach

Piarg – rodzaj rumowiska skalnego. Jest to nagromadzenie ostrokrawędzistych okruchów skalnych, które odpadły od stromego zbocza górskiego, głównie w wyniku procesów wietrzenia fizycznego. Najczęściej piargi występują u podnóża stoku, ale spotyka się je także w mniej stromych odcinkach żlebów nawet w górnych częściach ściany. Piargi często występują w postaci stożka piargowego u wylotów żlebu. Słowo piarg pochodzi z gwary podhalańskiej. W taternictwie używa się określenia ruchomy piarg, oznaczającego taki piarg, który podczas chodzenia po nim obsuwa się pod stopami.
W Polsce piargi występują w Tatrach i Karkonoszach. Piargi porastają specyficzne zespoły gatunków roślin, tak zwane rośliny piargowe. Rozległy teren pokryty piargiem niebędący stożkiem określa się jako piarżysko.